# Негришори
Негришори је насеље у Србији у општини Лучани у Моравичком округу. Према попису из 2022. било је 338 становника.
У непосредној близини гробља у Негришорима које се налази на листи заштићених споменика културе Републике Србије под ознаком СК 1062, пролази деоница Аутопута „Милош Велики”.
Због изградње аутопута срушени су Дом културе и споменик подигнут 1980. године на коме су су била уписана имена палих ратника Балканског и Првог светског рата, палих бораца НОБ-а и жртава фашистичког терора током Другог светског рата.
- Изградња аутопута, фебруар 2023.
- Гробље у Негришорима
- Споменик срушен због изградње аутопута
- Првобитни изглед споменика

## Демографија
У насељу Негришори живи 462 пунолетна становника, а просечна старост становништва износи 45,6 година (43,6 код мушкараца и 47,7 код жена). У насељу има 183 домаћинства, а просечан број чланова по домаћинству је 3,00.
Ово насеље је великим делом насељено Србима (према попису из 2002. године), а у последња три пописа, примећен је пад у броју становника.
|  |

| Демографија | Демографија | Демографија |
| Година      | Становника  | Становника  |
| ----------- | ----------- | ----------- |
| 1948.       | 998         |             |
| 1953.       | 985         |             |
| 1961.       | 855         |             |
| 1971.       | 749         |             |
| 1981.       | 696         |             |
| 1991.       | 628         | 624         |
| 2002.       | 549         | 550         |
| 2011.       | 499         |             |

| Етнички састав према попису из 2002.‍ | Етнички састав према попису из 2002.‍ | Етнички састав према попису из 2002.‍ | Етнички састав према попису из 2002.‍ | Етнички састав према попису из 2002.‍ |
| ------------------------------------ | ------------------------------------ | ------------------------------------ | ------------------------------------ | ------------------------------------ |
|                                      |                                      |                                      |                                      |                                      |
| Срби                                 | Срби                                 |                                      | 548                                  | 99,81%                               |
| Хрвати                               | Хрвати                               |                                      | 1                                    | 0,18%                                |
| непознато                            | непознато                            |                                      | 0                                    | 0,0%                                 |

| Година пописа     | 1948. | 1953. | 1961. | 1971. | 1981. | 1991. | 2002. |
| ----------------- | ----- | ----- | ----- | ----- | ----- | ----- | ----- |
| Број домаћинстава | 175   | 188   | 202   | 200   | 201   | 184   | 183   |

| Број чланова      | 1  | 2  | 3  | 4  | 5  | 6  | 7 | 8 | 9 | 10 и више | Просек |
| ----------------- | -- | -- | -- | -- | -- | -- | - | - | - | --------- | ------ |
| Број домаћинстава | 41 | 48 | 26 | 30 | 21 | 11 | 5 | 1 | 0 | 0         | 3,00   |

| Пол    | Укупно | Неожењен/Неудата | Ожењен/Удата | Удовац/Удовица | Разведен/Разведена | Непознато |
| ------ | ------ | ---------------- | ------------ | -------------- | ------------------ | --------- |
| Мушки  | 235    | 62               | 154          | 15             | 3                  | 1         |
| Женски | 245    | 36               | 155          | 49             | 5                  | 0         |
| УКУПНО | 480    | 98               | 309          | 64             | 8                  | 1         |

| Пол    | Укупно                    | Пољопривреда, лов и шумарство | Рибарство                            | Вађење руде и камена | Прерађивачка индустрија       |
| ------ | ------------------------- | ----------------------------- | ------------------------------------ | -------------------- | ----------------------------- |
| Мушки  | 114                       | 23                            | 0                                    | 0                    | 50                            |
| Женски | 61                        | 15                            | 0                                    | 0                    | 25                            |
| УКУПНО | 175                       | 38                            | 0                                    | 0                    | 75                            |
| Пол    | Производња и снабдевање   | Грађевинарство                | Трговина                             | Хотели и ресторани   | Саобраћај, складиштење и везе |
| Мушки  | 10                        | 9                             | 7                                    | 0                    | 2                             |
| Женски | 0                         | 1                             | 6                                    | 1                    | 0                             |
| УКУПНО | 10                        | 10                            | 13                                   | 1                    | 2                             |
| Пол    | Финансијско посредовање   | Некретнине                    | Државна управа и одбрана             | Образовање           | Здравствени и социјални рад   |
| Мушки  | 0                         | 6                             | 4                                    | 1                    | 1                             |
| Женски | 0                         | 0                             | 1                                    | 5                    | 6                             |
| УКУПНО | 0                         | 6                             | 5                                    | 6                    | 7                             |
| Пол    | Остале услужне активности | Приватна домаћинства          | Екстериторијалне организације и тела | Непознато            | Непознато                     |
| Мушки  | 1                         | 0                             | 0                                    | 0                    | 0                             |
| Женски | 0                         | 0                             | 0                                    | 1                    | 1                             |
| УКУПНО | 1                         | 0                             | 0                                    | 1                    | 1                             |

## Познати Негришорци
- Петар Протић Драгачевац
- Јанко Михаиловић Молер